# Fresh&easy
A fresh&easy a Tesco leányvállalata az Amerikai Egyesült Államokban.

## Története
A Tesco 2006-ban alapította a fresh&easy Neighborhood Market nevű kereskedelmi láncot. Az első 3000 m²-es "amerikai Tesco" Los Angelesben, Glassel Parkban nyílt meg, egy volt Albertsons áruház helyén.
Az amerikai terjeszkedést azonban csak a nyugati parton képzelik el. Az áruházak tervezett eladótere kb. 1400 m², ami Európában egy ideális méret, az USA-ban viszont egy átlagos szupermarket harmada.

## Áruházak

### Dél-Kalifornia
- Anaheim
- Arcadia
- Casa de Oro
- Chula Vista
- City of Industry
- Compton
- Escondido
- Fontana
- Glendora
- Hemet
- Laguna Hills
- Lakewood (2)
- La Mirada
- Long Beach
- Los Angeles
  - Eagle Rock area
  - Glassel Park
- Moreno Valley
- Newbury Park
- Norwalk
- Orange
- Point Loma
- Rialto
- San Diego
- Thousand Oaks
- Upland
- Vista
- West Covina

### Nevada
- Las Vegas
- Henderson

## Külső hivatkozások
A fresh&easy honlapja (angolul)